# اوون گاروان
اوون گاروان (انگلیسی: Owen Garvan؛ زادهٔ ۲۹ ژانویهٔ ۱۹۸۸) بازیکن فوتبال اهل جمهوری ایرلند است.
از باشگاه‌هایی که در آن بازی کرده‌است می‌توان به باشگاه فوتبال میلوال، باشگاه فوتبال کولچستر یونایتد، باشگاه فوتبال ایپسویچ تاون، باشگاه فوتبال کریستال پالاس، و باشگاه فوتبال بولتون واندررز اشاره کرد.